# Eugenia von Skene
Eugenia von Skene (ur. 30 października 1906 w Birkenfeld, zm. ?) – więźniarka funkcyjna w hitlerowskim obozie koncentracyjnym Ravensbrück, skazana przez aliantów po zakończeniu II wojny światowej za zbrodnie wojenne.
Z zawodu była telefonistką. Na początku wojny aresztowana przez Gestapo pod zarzutem szpiegostwa na rzecz Wielkiej Brytanii i osadzona 28 października 1939 w obozie kobiecym w Ravensbrück. Władze obozowe ustanowiły von Skene więźniarką funkcyjną (kapo). Pełniła funkcję starszej w bloku karnym aż do wyzwolenia obozu. Miała wśród więźniarek opinię brutalnej i nadużywającej władzy.
Po wojnie von Skene odpowiadała przed brytyjskim Trybunałem Wojskowym w Hamburgu podczas pierwszego procesu załogi Ravensbrück (od 5 grudnia 1946 do 3 lutego 1947). Została skazana na 10 lat pozbawienia wolności. Z więzienia zwolniono ją 21 grudnia 1951 w związku z amnestią bożonarodzeniową.